# 반자이 돌격

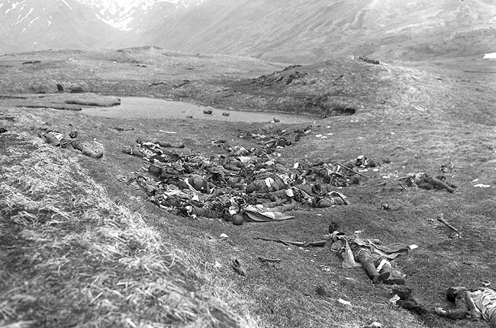
반자이 돌격 후 전멸한 일본군.

반자이 돌격(영어: Banzai charge, 일본어: バンザイ突撃 반자이 도쓰게키[*])은 제2차 세계 대전 당시 연합국이 일본군의 자살돌격을 칭하던 용어이다. 이 용어는 일본군이 덴노 헤이카 반자이를 외치던 것에서 유래하였고, 일본군이 태평양 전쟁 도중에 사용했던 자살 형태의 전술이다.

## 개요
제2차 세계 대전 당시의 일본군은 과달카날 전투나 마킨 환초, 필리핀 전역, 오키나와 전투 등 태평양 전역에서 적에게 포위되거나 적의 중심을 뚫고자 했을 때 총검이나 카타나를 들고 적진 중심으로 달려들어가 공격을 했다. 하지만 이는 폭탄 자살테러 공격보다 효율이 떨어졌는데, 적군에게 튀어와서 그대로 쓰러져 가는 것보다는 폭탄으로 공격하는 것이 더욱 효율적이기 때문이다.

## 같이 보기
- 무항복주의
- 자살 공격
  - 가미카제
  - 가이텐 - 인간어뢰
  - 신요우 - 자살보트
  - 오우카 - 자살공격기